# Lucien Quélet
Lucien Quélet, född den 14 juli 1832 i Montécheroux, död den 25 augusti 1899 i Hérimoncourt, var en fransk naturhistoriker som främst intresserade sig för mykologi. Han var en av de tre grundana av Société mycologique de France ("Frankrikes mykologiska sällskap") 1854 och blev dess förste ordförande den 6 oktober samma år.
Auktorsnamnet Quél. kan användas för Lucien Quélet i samband med ett vetenskapligt namn inom botaniken; se Wikipediaartiklar som länkar till auktorsnamnet.

## Verk
Quélet är författare till bland andra följande verk:
- 1872: Les Champignons de Jura et des Vosges (128 sidor)
- 1886: Enchiridion fungorum in Europa Media et praesertim in Gallia vigentium (352 sidor)
- 1888: Flore mycologique de la France et des pays limitrophes (492 sidor)

## Eponym
Svampsläktet Queletia, liksom svamparterna Russula queletii, Cortinarius queletii, Suillellus queletii, Helvella queletii, Cabalodontia queletii, Entoloma queletii, Ceratellopsis queletii, Hygrophorus queletii, Cantharellus queletii , Cudoniella queletii, Nectriopsis queletii och Inocybe queletii, har uppkallats efter Lucien Quélet.
Jordbruksskolan Lycée Lucien Quelet i Valdoie har uppkallats efter honom.